# 민일성
민일성은 대한민국의 기자이다. 2010년 3월에 인터넷 신문 뉴스페이스를 창간하였고 그 편집장을 맡아서 활동하였다. 그 전에는 데일리서프라이즈에서 기자로서 활동하였다. 민일성은 인터넷 신문을 만들면서 인터넷 신문을 창간한 경험이 있던 서영석의 도움을 초기에 다소 받기도 하였다. 2012년에는 MBC 출신 이상호 기자가 운영하는 인터넷 신문 go발뉴스에서 편집국장을 맡았으며, 2013년 6월에 미디어협동조합 국민TV에 입사하여 7월에 인터넷 신문 국민TV뉴스를 창간, 편집장으로 활동하고 있다.